# Výklenková kaple

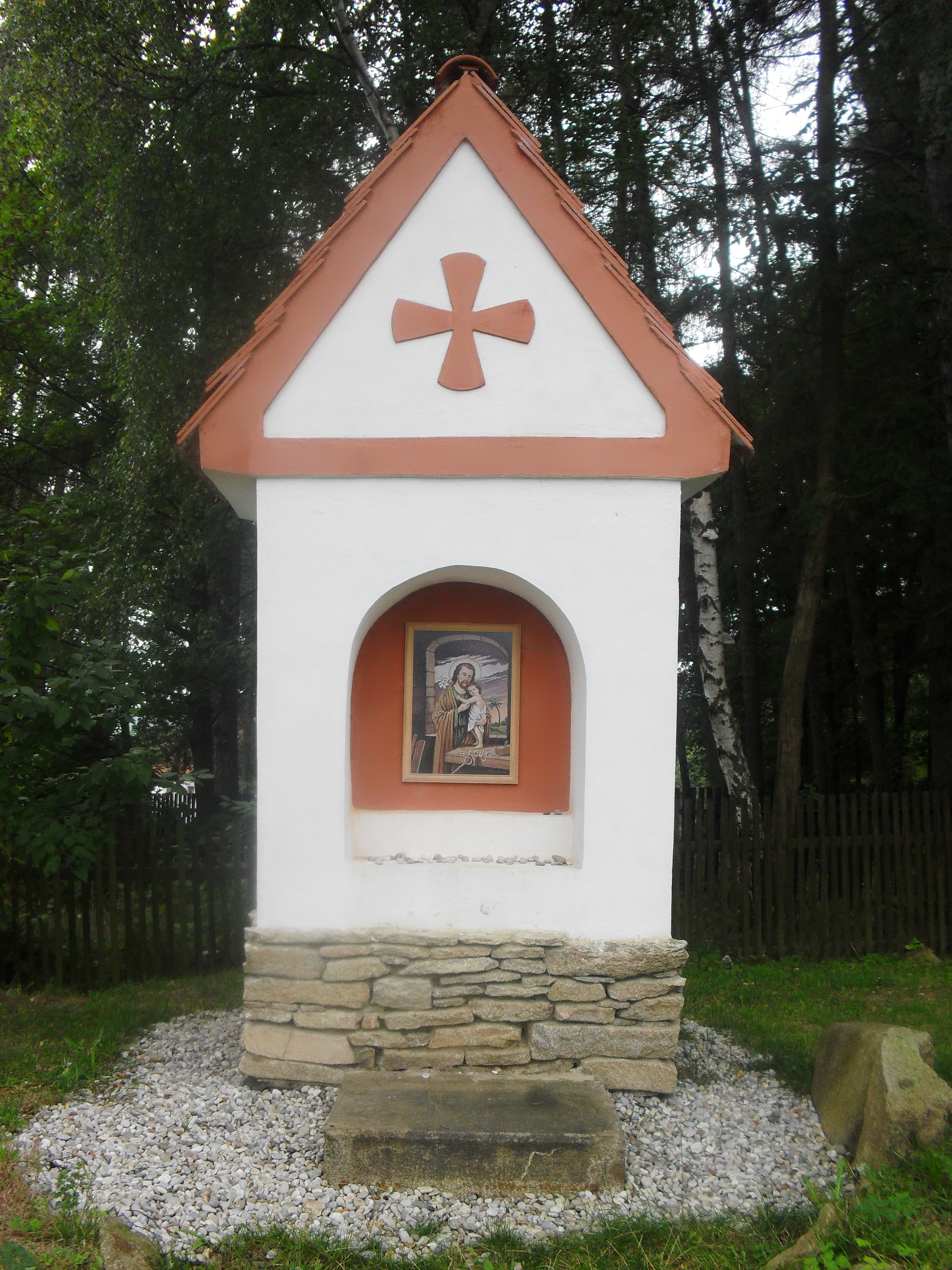
Kaplička v Chanovicích

Výklenková kaple (na Moravě nazývaná poklona) je menší sakrální stavba, ve střední Evropě tradičně považovaná za typ kaple, která ale postrádá vnitřní prostor modlitebny. Její označení je odvozeno od výklenku určeného pro umístění obrazu, sochy nebo reliéfu odpovídajícího zasvěcení kaple. Bývá umístěna v krajině podobně jako Boží muka nebo někdy u studánek, podobu výklenkové kaple mívají i zastavení poutní nebo křížové cesty.
Často označována zdrobnělinou kaplička, tak jsou však označovány i drobné síňové (prostorové) kaple.

## Umístění
Kaplička může stát samostatně v krajině nebo v obci nebo může být součástí souboru kapliček či být přidružena k jiné stavbě, například kostelu, domu či ohradní zdi. Podobně jako jiné kaple bývá zasvěcena některému svatému a místně se k jednotlivým kapličkám mohou vázat různé tradiční náboženské obřady a oslavy. Někdy může být její součástí i zvon, pro ten však častěji byly budovány interiérové kapličky nebo jen prosté sloupy. Zvoničky různých typů včetně kapliček se zvonem byly plošně budovány zejména po vydání Ohňového patentu Marie Terezie. Kapličky bývaly stavěny také nad studánkami a prameny vod.
Dobou největšího rozšíření kapliček bylo baroko (na venkově selské baroko), avšak praxe jejich budování neustávala ani později. Setkáváme se tak s kapličkami v historizujících slozích i objekty moderními – mnoho kapliček bylo vystavěno i za první republiky, např. za přispění agrární strany, které lze poznat podle jetelového symbolu na fasádě.

## Poutní cesty
Někdy byly poutní cesty, které vedly k mariánským poutním místům, lemovány řadou výklenkových kaplí.
- Poutní cesta od pražské Lorety do Hájku – 14 km dlouhá poutní cesta založená roku 1720, která spojovala pražskou Loretu s františkánským klášterem v Hájku. Původně na ní bylo postaveno 20 kaplí v rozestupu 600–1100 metrů, dochovalo se jich 11. Projektantem stavby byl František Fortin, rozměr kaplí činí úctyhodných 8,5 metru na výšku k vrcholu kříže (k římse 5,5 metru) a půdorys má rozměr 3,8 × 1,3 metru. Námětem obrazů byl život Panny Marie a svatého Františka.[2]
- Via Sancta – 21 km dlouhá poutní cesta založená roku 1674 jezuity spojovala Prahu s kostelem Nanebevzetí Panny Marie ve Staré Boleslavi, kde je uloženo Palladium. Původně bylo postaveno 44 kapliček ve vzdálenosti 440 – 600 metrů, dnes jich je 17. Rozměr kaplí je 530 × 300 × 110 cm. Námětem obrazů byl život svatého Václava a mariánské poutní obrazy, které daly kapličkám jméno.

## Křížové cesty
Některé Křížové cesty byly stavěny jako řada výklenkových kapliček, v jejichž výklenku byly zobrazeny výjevy pašijových událostí. Řada kapliček končila kaplí Božího hrobu, kde bylo čtrnácté, poslední zastavení.

## Současnost
Po roce 1989 dochází ve vesnicích z iniciativy farnosti, místních úřadů či občanských sdružení k postupné rekonstrukci mnoha kapliček.

## Galerie

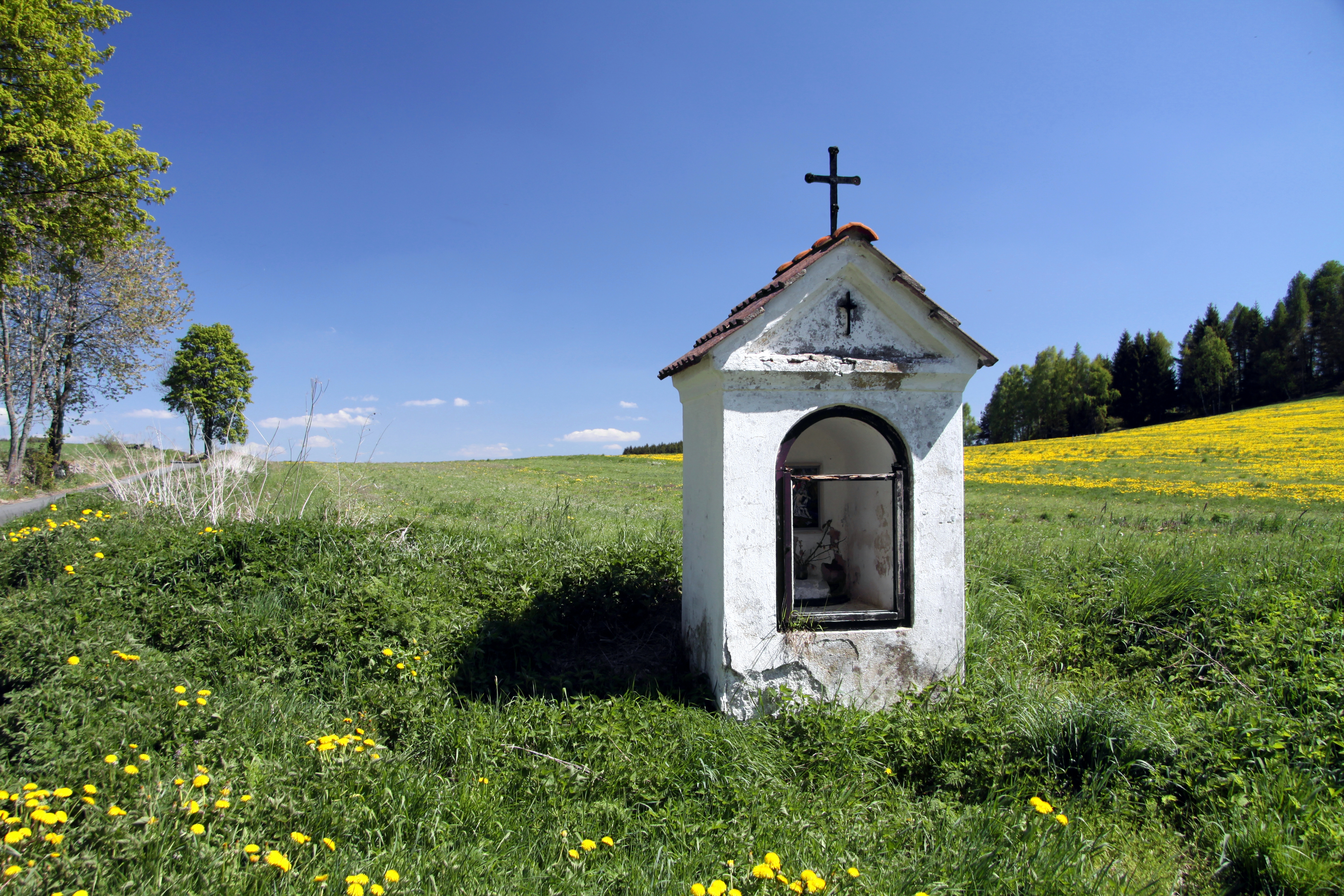
Kaplička u obce Onšovice, jižní Čechy
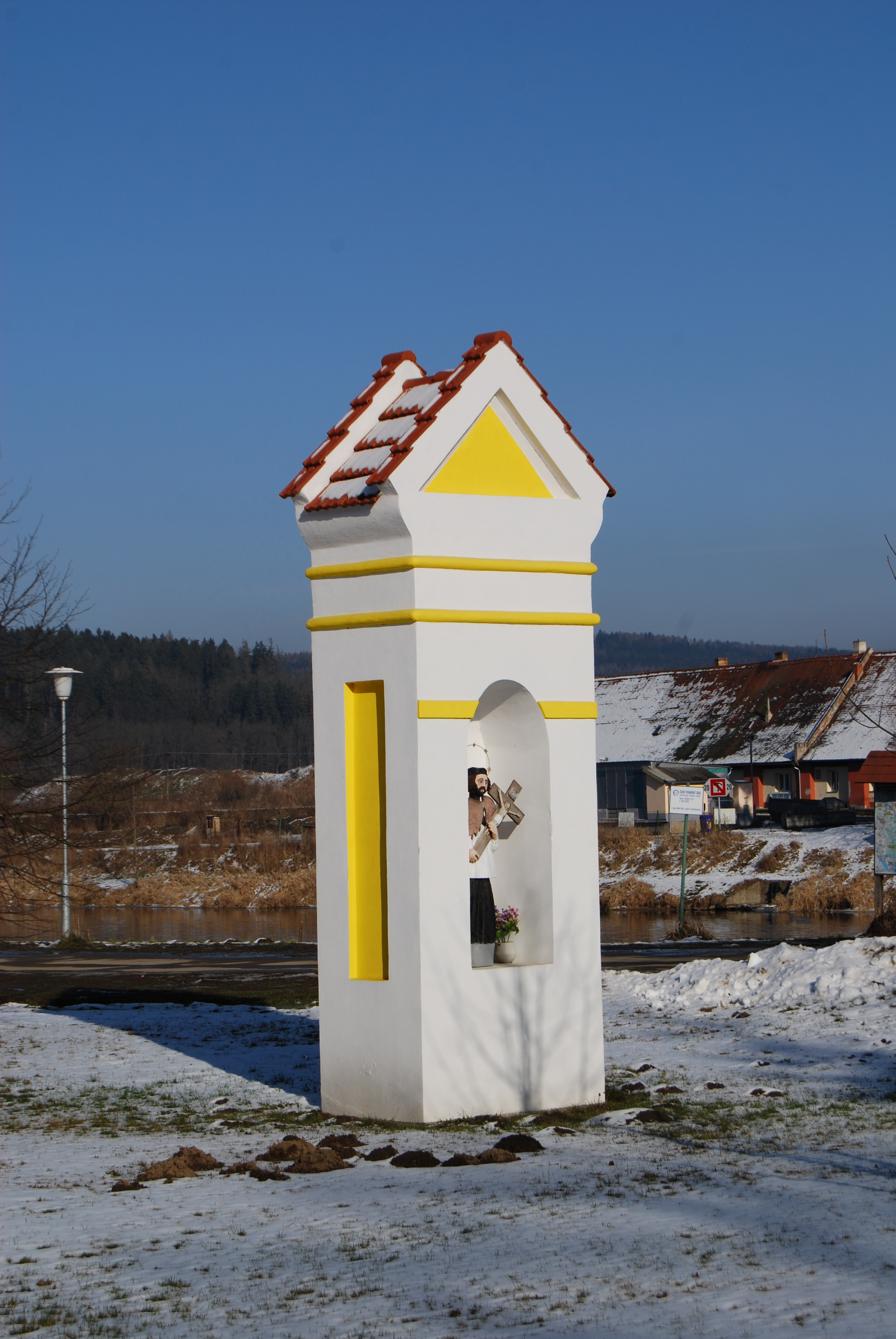
Kaplička u Hluboké nad Vltavou, jižní Čechy
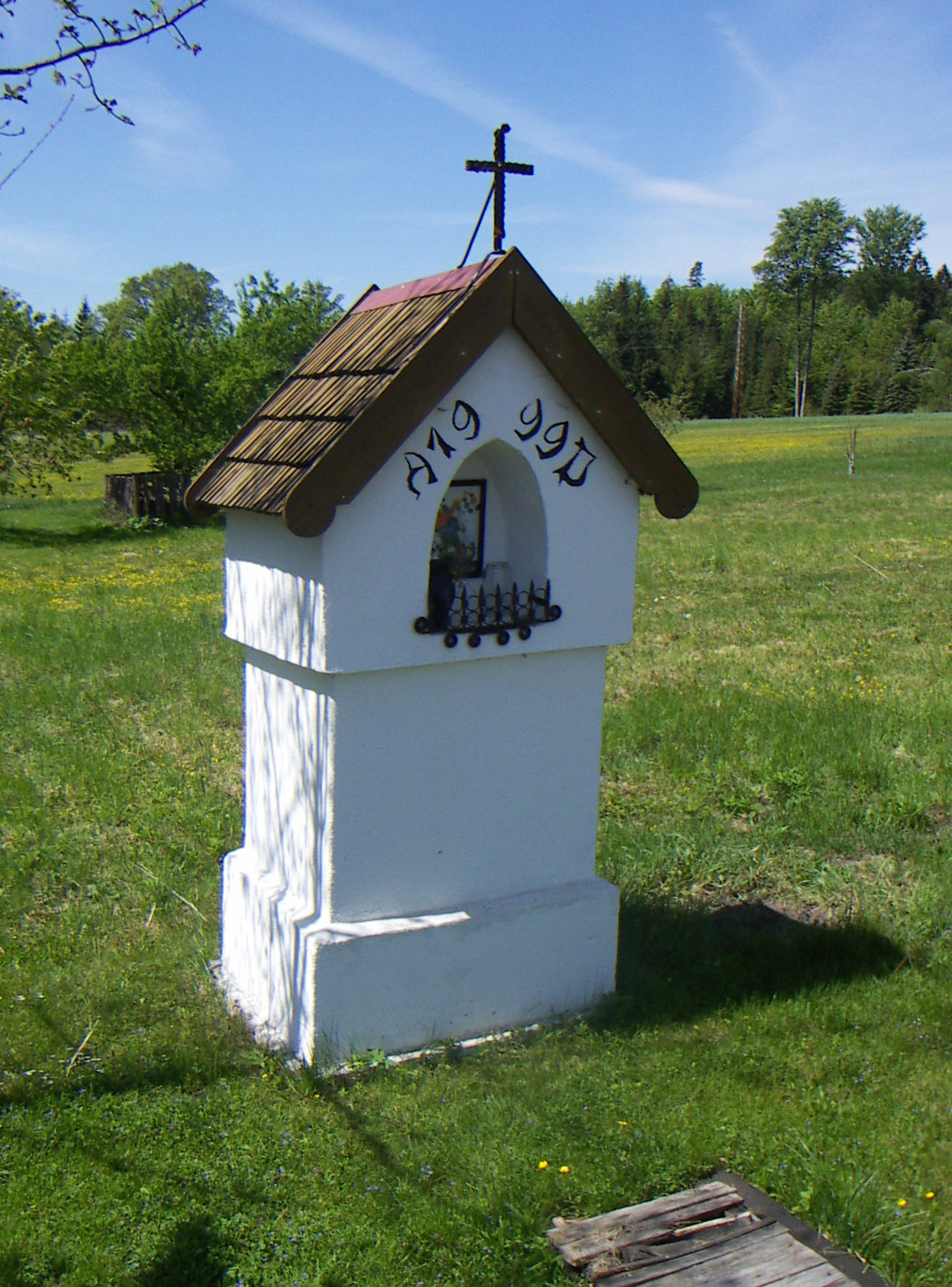
Kaple v bývalé osadě Jiříkové údolí, jižní Čechy
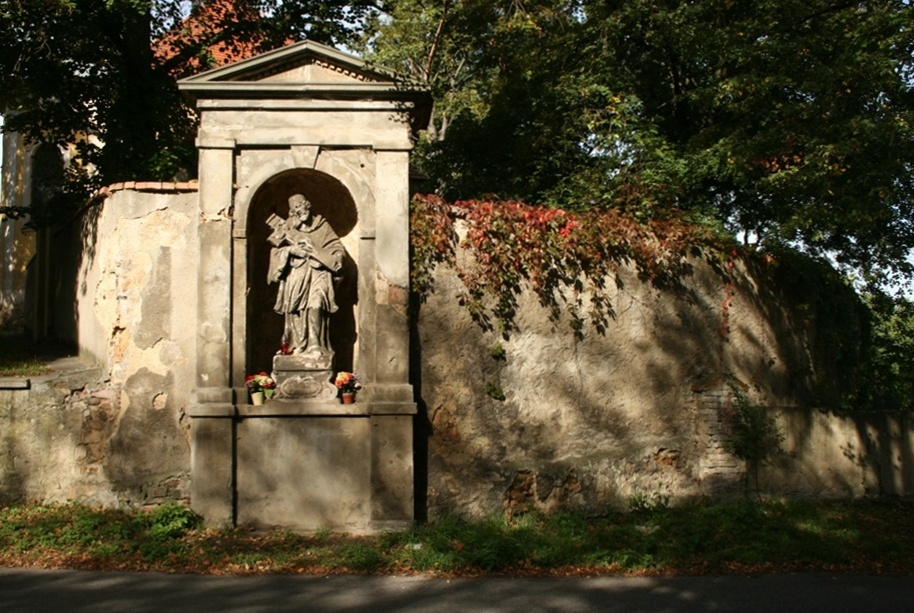
Liteň, výklenková kaple sv. Jana Nepomuckého
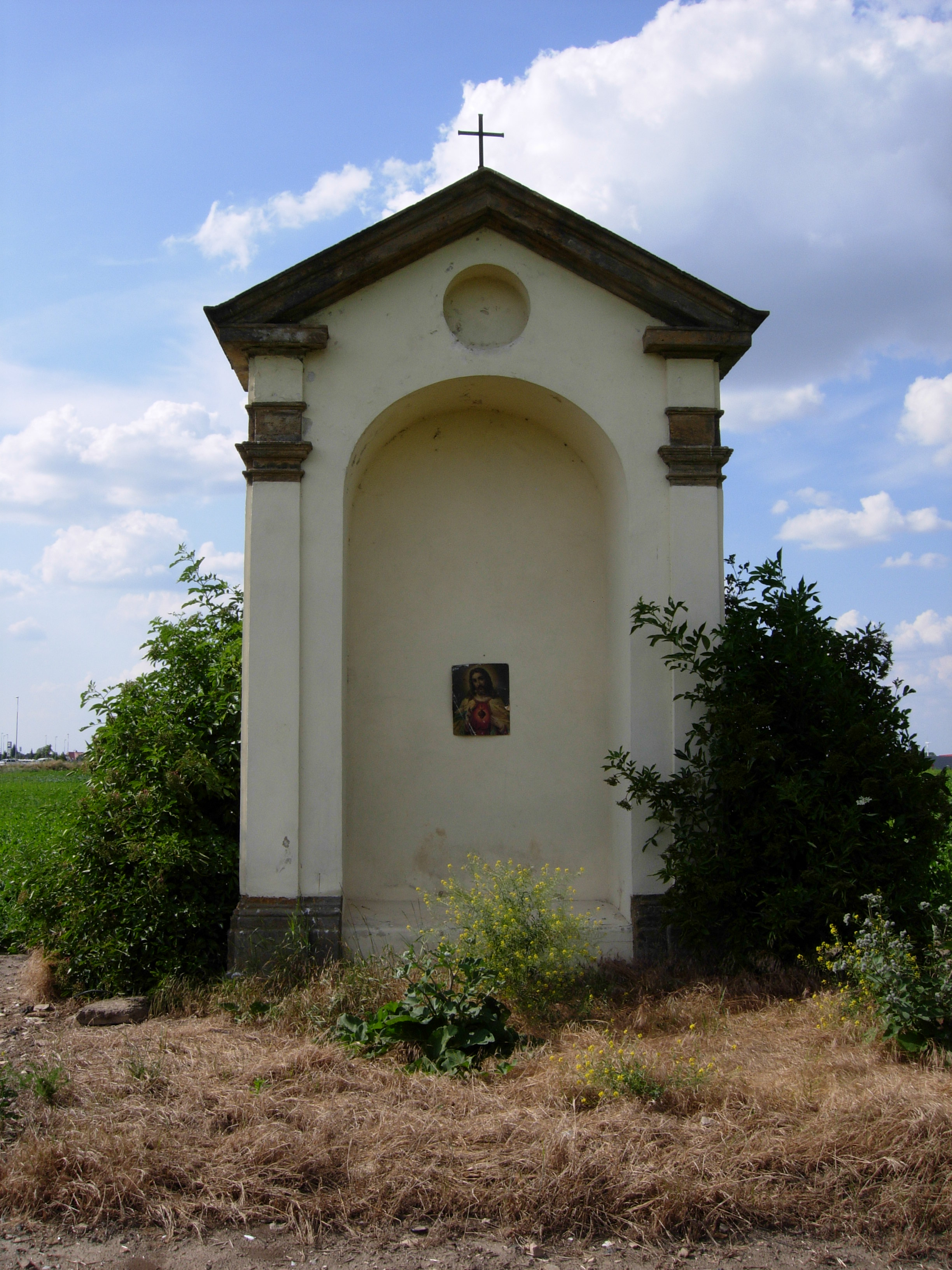
Praha, výklenková kaple Staroboleslavské cesty
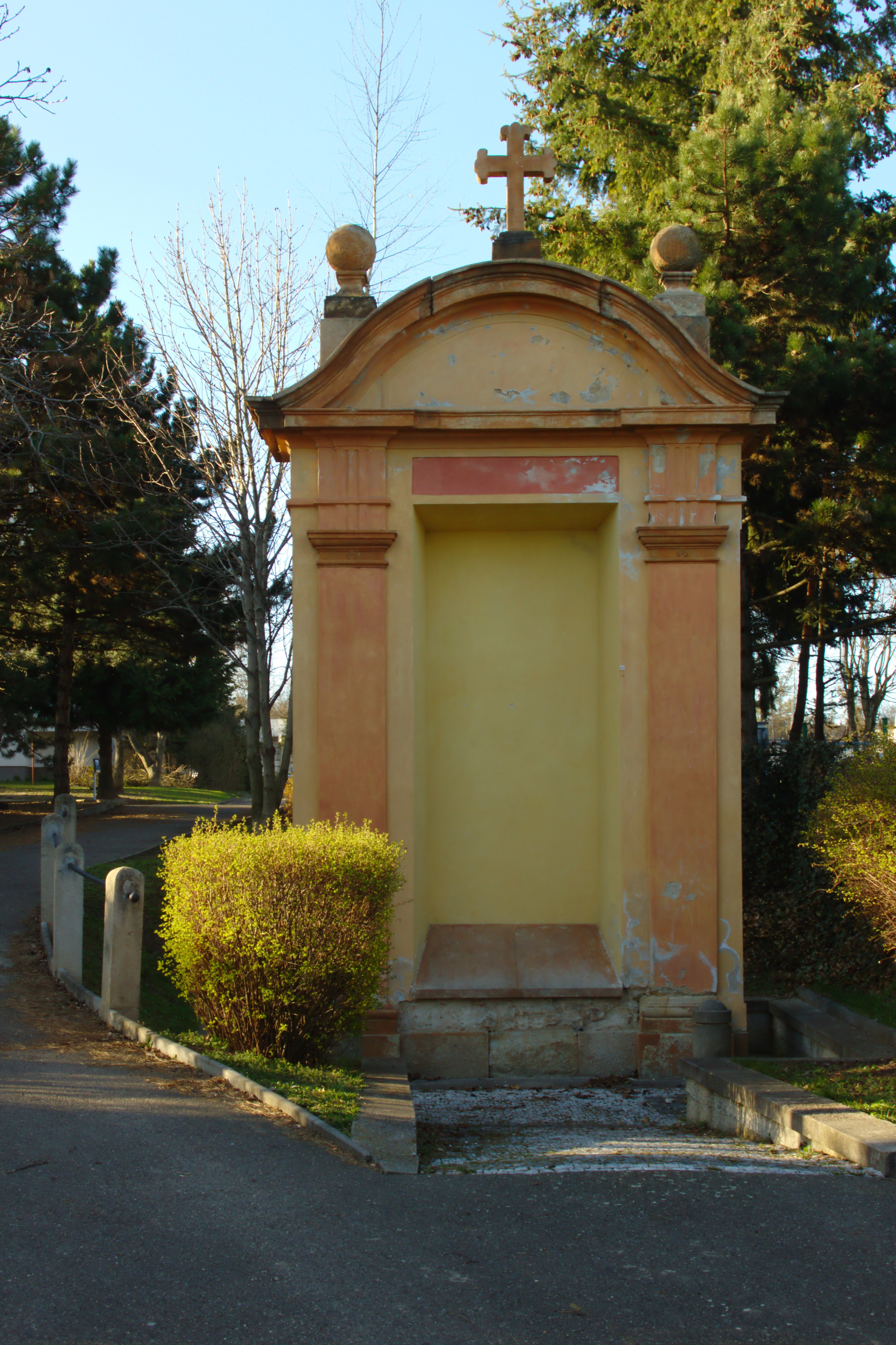
Praha Motol, kaple poutní cesty do Hájku
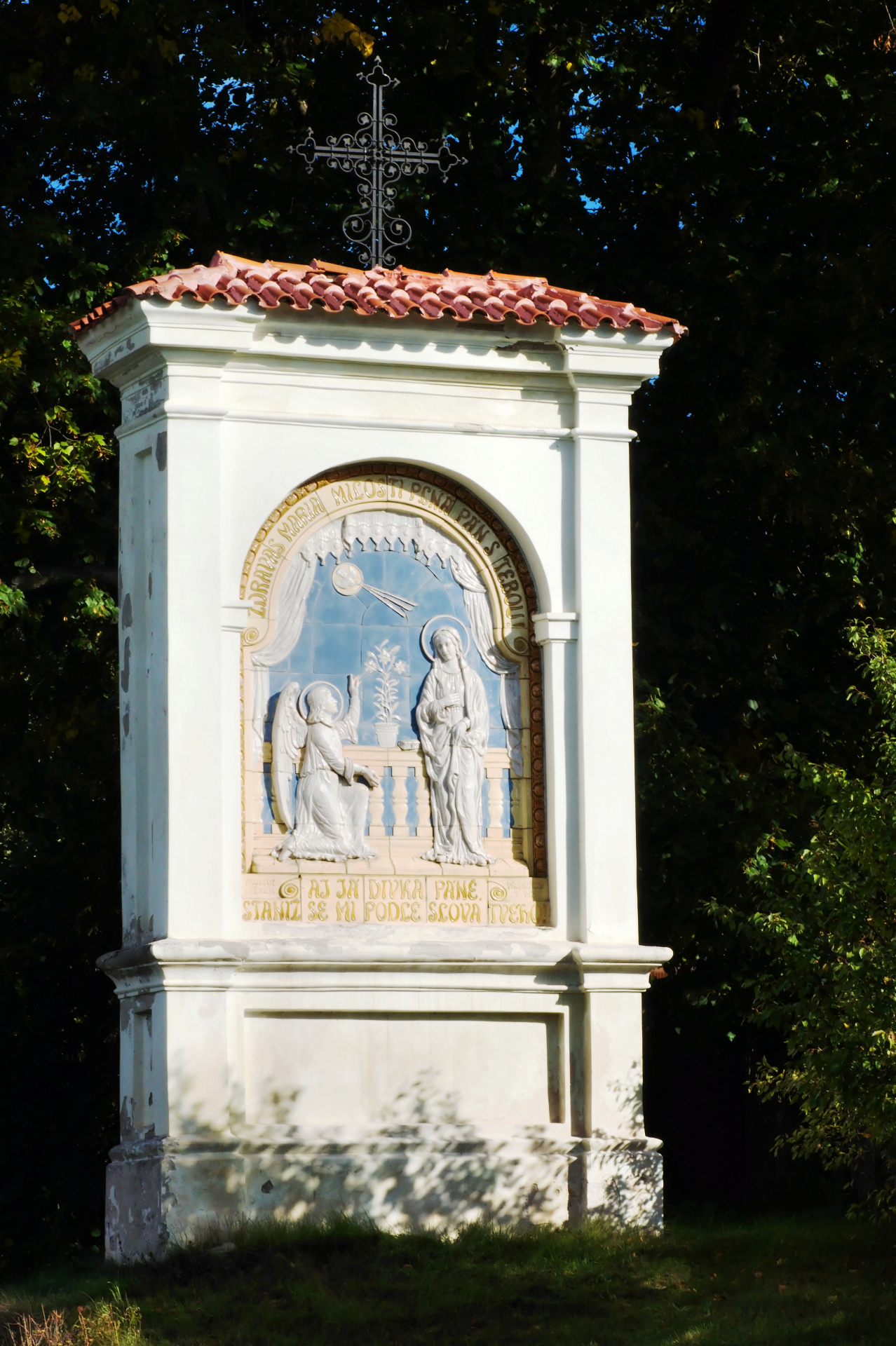
2. kaple křížové cesty, Březnice
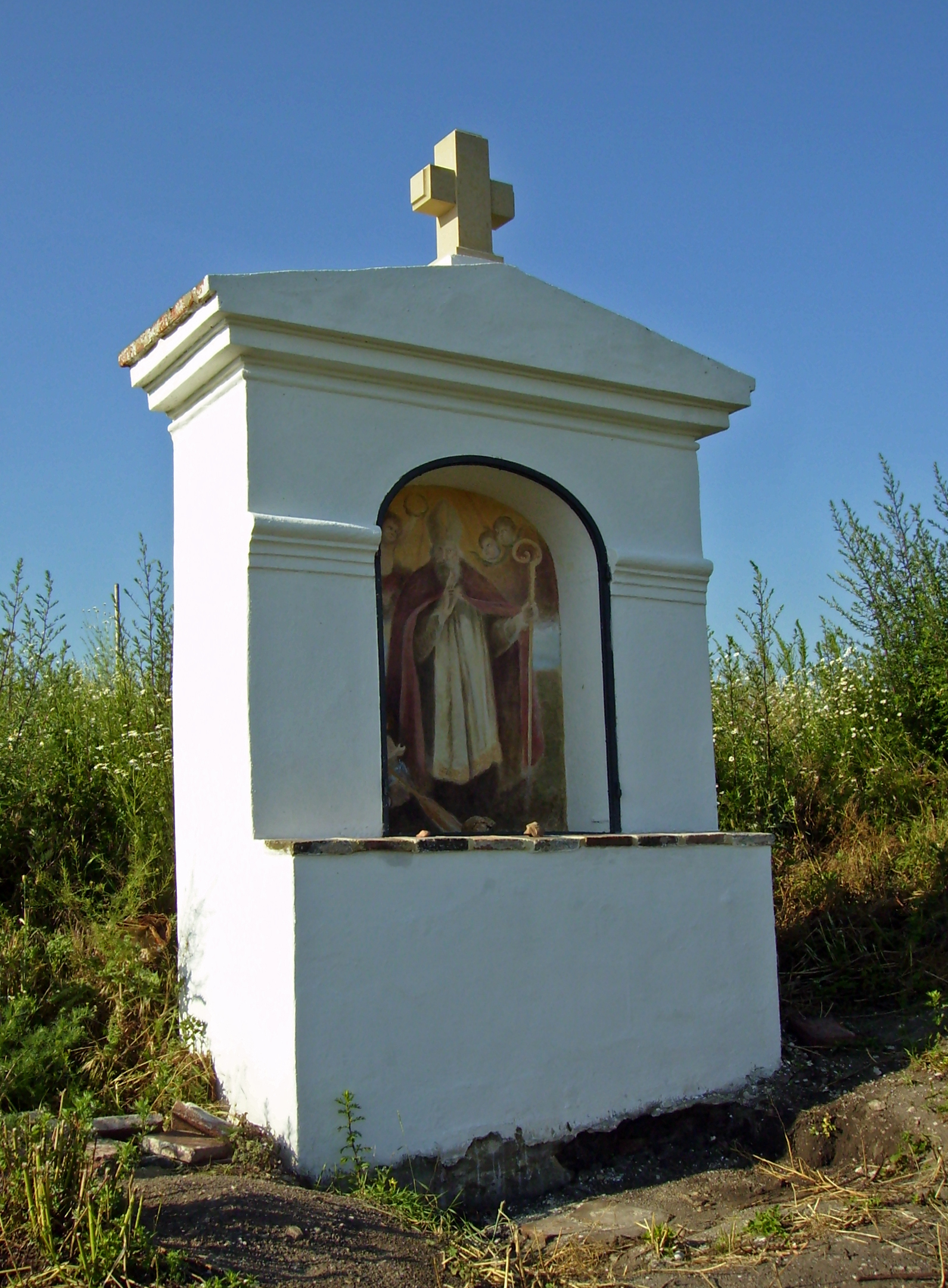
Kaplička sv. Vojtěcha, Přerov nad Labem
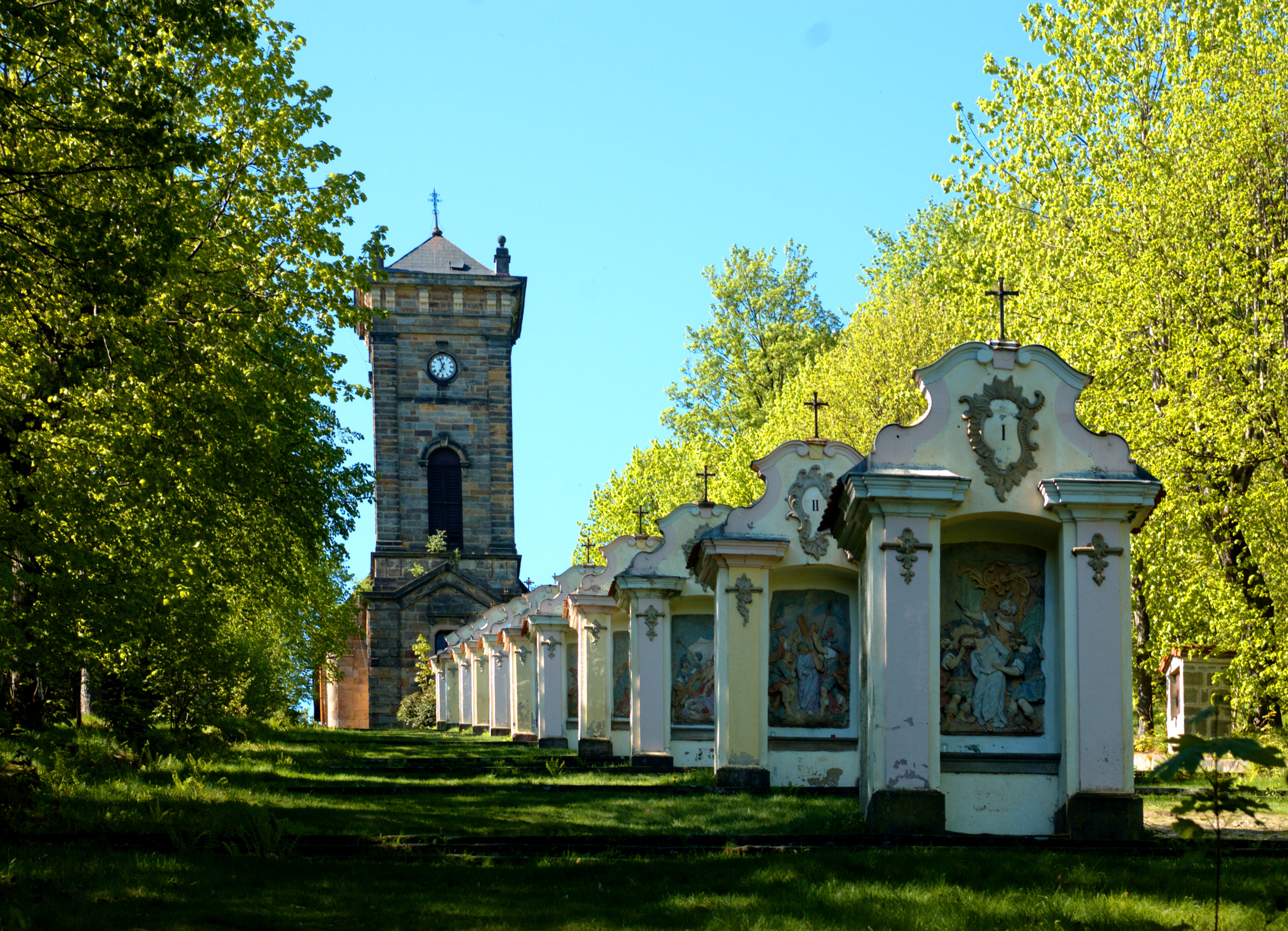
Jiřetín pod Jedlovou, křížová cesta
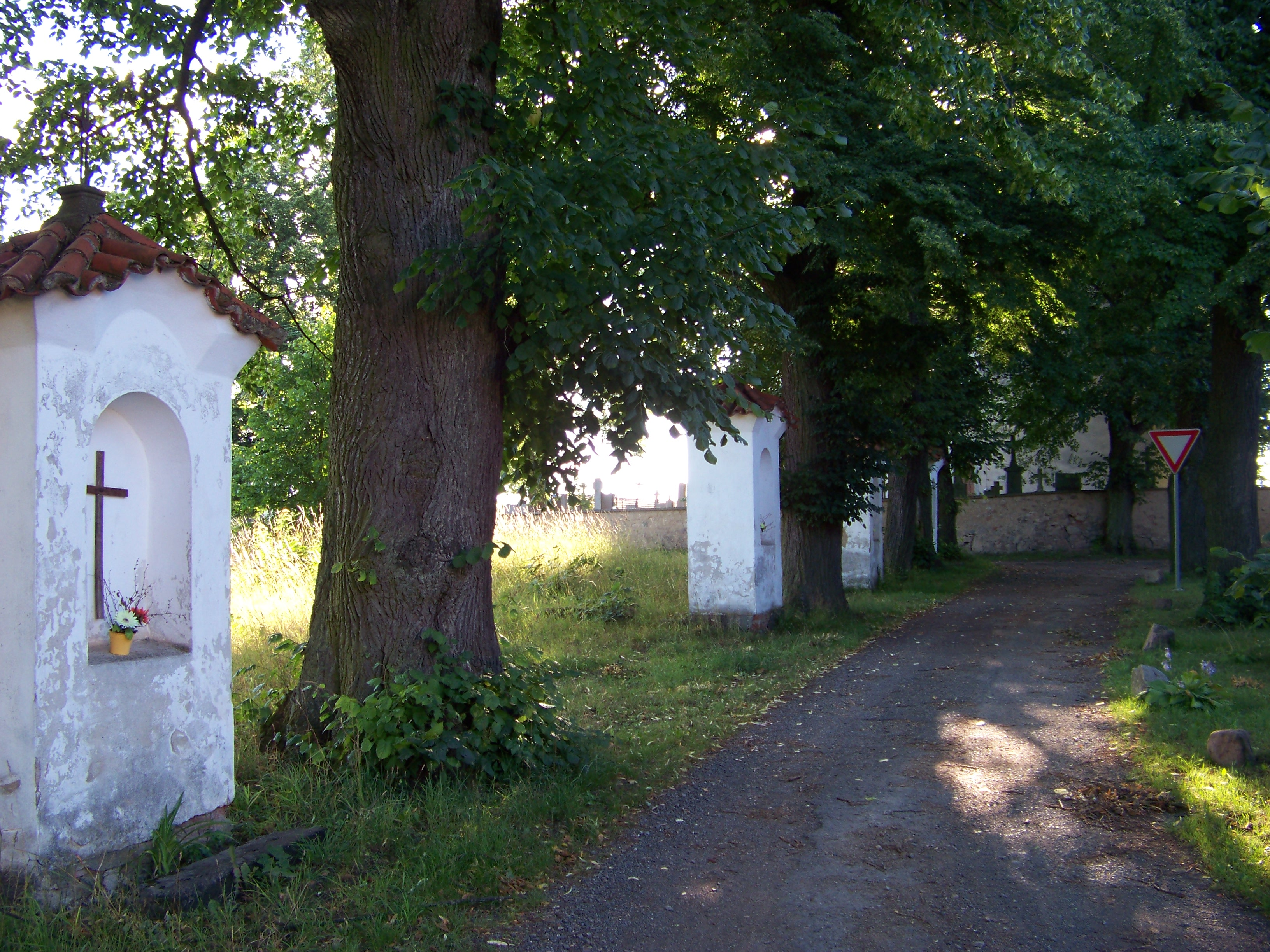
Slivice, výklenkové kaple křížové cesty
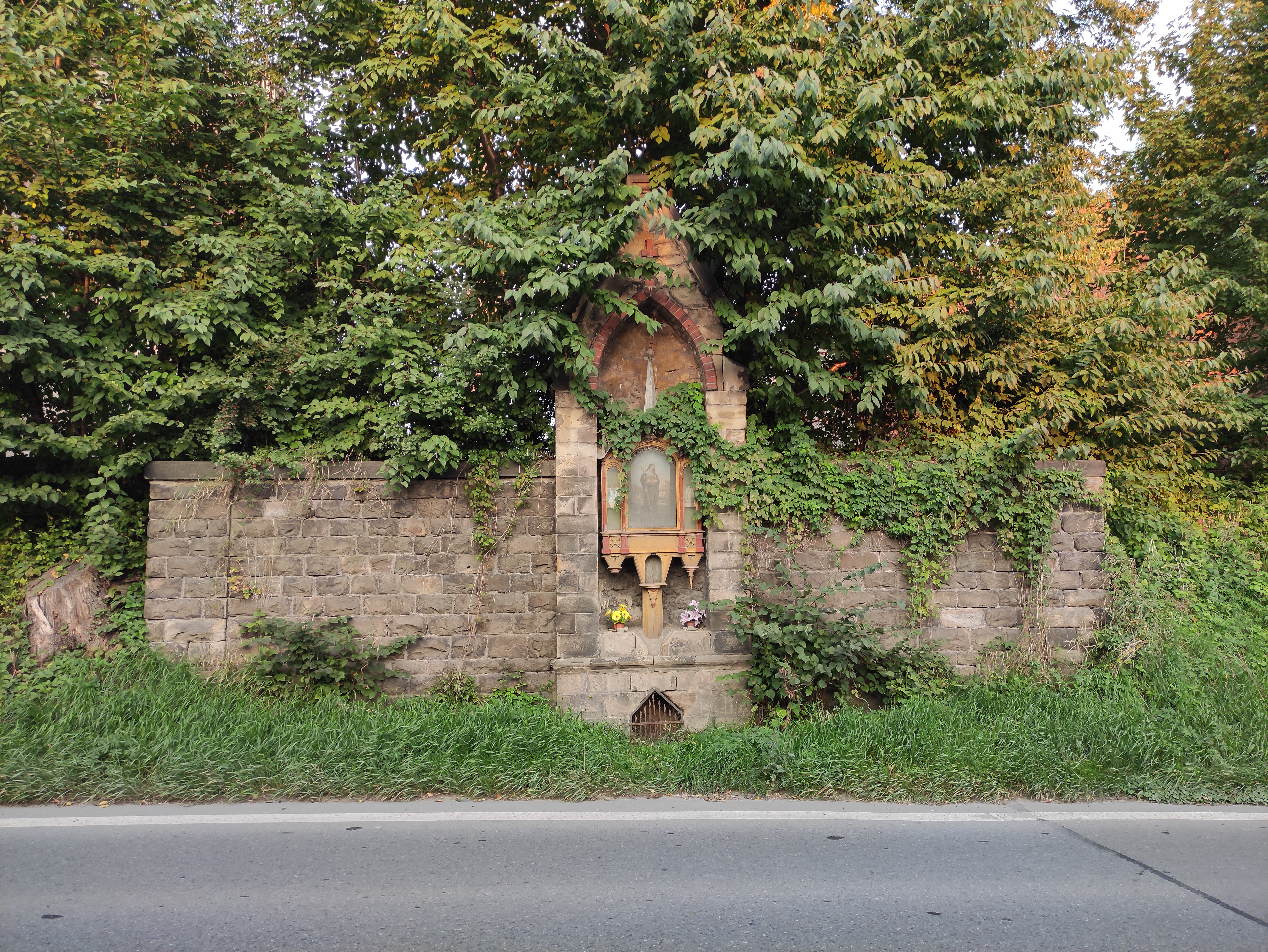
Výklenková kaple svaté Otýlie, Frýdek-Místek
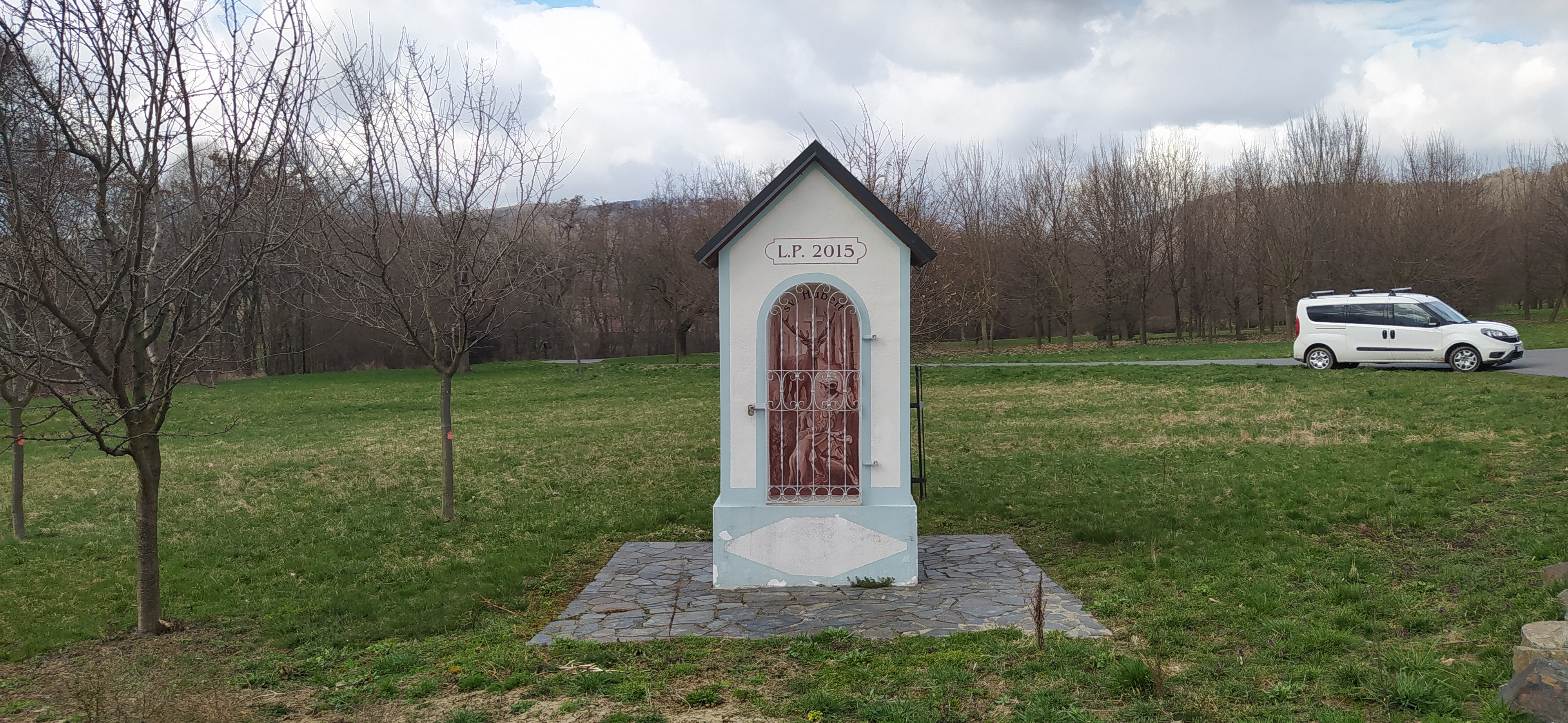
Kaplička svatého Huberta, Jezernice, okres Přerov